# Strongylacidon
Strongylacidon is een geslacht van sponsdieren uit de klasse van de Demospongiae (gewone sponzen).

## Soorten
- Strongylacidon bermuda (de Laubenfels, 1950)
- Strongylacidon chelospinatum Menegola, Santos, Moraes & Muricy, 2012, dezelfde soort als Strongylacidon chelospinata
- Strongylacidon conulosum Bergquist & Fromont, 1988
- Strongylacidon fasciculatum Pulitzer-Finali, 1993
- Strongylacidon griseum (Schmidt, 1870)
- Strongylacidon inaequale (Hentschel, 1911), dezelfde soort als Strongylacidon inaequalis
- Strongylacidon intermedium Burton, 1934, dezelfde soort als Strongylacidon intermedia
- Strongylacidon kaneohe (de Laubenfels, 1950)
- Strongylacidon meganese (de Laubenfels, 1951)
- Strongylacidon mollissimum (Lendenfeld, 1887), dezelfde soort als Strongylacidon mollissima
- Strongylacidon oxychaetum Menegola, Santos, Moraes & Muricy, 2012
- Strongylacidon platei (Thiele, 1905)
- Strongylacidon plicatum (Hentschel, 1911)
- Strongylacidon poriticola van Soest, 1984
- Strongylacidon rubrum van Soest, 1984
- Strongylacidon sansibarense Lendenfeld, 1897, dezelfde soort als Strongylacidon zanzibarense
- Strongylacidon solangeae Menegola, Santos, Moraes & Muricy, 2012
- Strongylacidon stelliderma (Carter, 1886)
- Strongylacidon stelligerum (Whitelegge, 1906), dezelfde soort als Strongylacidon stelligera
- Strongylacidon unguiferum van Soest, 2009
- Strongylacidon viride van Soest, 1984
- Strongylacidon zukerani (de Laubenfels, 1957)